# Újplatonizmus
Az újplatonizmus vagy neoplatonizmus (3–6. század)  egy modern kifejezés a platóni filozófia azon időszakának megjelölésére, amely Plótinosz munkásságával kezdődik és 529-ben a platóni akadémia Iustinianus császár általi bezárásával végződik. Gyakran „misztikus” vagy vallási természetűként írják le, és az akadémiai platonizmus főáramán kívül fejlődött ki.
A középplatonizmusból  alakult ki a 3. században, Rómában, ahol Plótinosz filozófus (?–270) filozófiai iskolát alapított. Az újplatonikus mozgalom az egész Római Birodalomban elterjedt.
A késő ókorban az újplatonizmus volt a platonizmus egyetlen megmaradt változata. E korszak egész nyugati filozófiai gondolkodását ez uralta. Az ókori filozófia többi hagyományos irányzata, mint például az epikureanizmus vagy a sztoicizmus, nagyrészt elhalt.
Az „újplatonizmus” szó modern terminus, azok, akikre ezt ma alkalmazzuk egyszerűen csak platonikusoknak nevezték magukat.

## Jellemzők
A célja többek között, hogy egy olyan mindent magába foglaló filozófiai rendszert alkosson meg, amely kielégíti az ember minden szellemi igényét: átfogó és logikailag koherens képet ad a világról és az ember benne elfoglalt helyéről.
Tanításuk célja bölcseleti és vallásos újjászületés egy időben, ami legtisztábban Plótinosz műveiben jelentkezett. Az ő tana feltétlen idealizmus, ami szerint csakis az ideális világnak van igazi létezése. Mindennek központja az Istenség, először mint az Egy, a Legfőbb Jó, másodszor mint Szellem, mely önnönmagát mint ideális világot gondolja, harmadszor mint Lélek, mely az  Isteni Értelem ideái szerint alakít egyedi tárgyakat az anyagban. Minden ami érzéki, a tiszta szelleminél alacsonyabb rendű. Az extázis az, melyben a külső világtól elszakadt Én az Istennel egynek tudja magát, és meglátja az Istent. Az istenség látása a legfőbb cél, melynek elérésére tiszta élet, folytonos öntökéletesítés, valamint az ős-jónak benső tisztelete képesítik az embert.
Némely gnosztikus irányzatokkal ellentétben az újplatonikusok nem tanították, hogy az anyagi világ gonosz volna, ugyanis a materiális kozmosz is részesül a szellemi világ szépségéből és ragyogásából, mintegy visszatükrözi azt. Valamilyen módon minden Istenben van, érintkezik, kapcsolatban áll azzal (panenteizmus). Viszont nem az érzéki világ az ember eredendő lényege.
Emellett a újplatonikus tanok szerint a szellemi világ nem egyfajta felsőbb, anyagi világon túli létszféra és nem is az ember történelemben elveszített ősállapota, hanem az én legbensőbb, a látszatokon túli magja, melyhez folytonosan kapcsolódik. Erre az ember az extázisban mintegy ráébred. Az isteni szféra szintjeit Plótinosz analógnak tartja az emberi Én benső rétegeivel. Az irányzat saját tanait végső soron szavakkal leírhatatlannak tartotta, ezért gyakran folyamodik szimbólumokhoz, költői képekhez.

## Történelem
A neoplatonizmus eredete a hellenisztikus szinkretizmus korszakára vezethető vissza, amely olyan mozgalmakat és irányzatokat szült, mint a gnoszticizmus és a hermetikus hagyomány. Ennek a szinkretizmusnak egyik fő tényezője, amely óriási hatással volt a platóni gondolkodás fejlődésére. A Genezis teremtés-elbeszélésének és Platón Tímaioszának találkozása elindította a kozmológiai elméletalkotás hosszú hagyományát, amely végül Plótinosz Enneaszaiban csúcsosodott ki.
A rendszer egyik alapítójának Ammóniosz Szakkasz  tekinthető (Kr. u. 175–250). Bár az ő tanításairól nem tudunk semmit, a nyomdokain három bölcseleti iskola támadt:
- az alexandriai-római, ennek feje maga Ammóniosz, főbb hivei: Longinosz, Órigenész, Plótinosz és ennek tanítványa Porphüriosz;
- a szíriai-kisázsiai-pergamoni, amelynek alapítója Iamblikhosz, főbb tagjai pedig Szópatrosz, Ephesusi Maximus, Aidesziosz, Khrüszanthiosz, Szalusztiosz, és Iulianus római császár;
- az athéni, amelynek alapítója Plutarkhosz, főbb utódai pedig az iskola élén Szürianosz, Proklosz, és Damaszkiosz. A középkor hajnalán működő Boethiust is az iskolához sorolják.

Plótinosz két nagy utóda, Porphüriosz és Iamblikhosz a maga módján kifejlesztette Plótinosz gondolatának bizonyos elszigetelt aspektusait, de egyikük sem dolgozott ki olyan szigorú filozófiát, amely megfelelne mesterének. Proklosz volt az, aki röviddel az Akadémia bezárása előtt szisztematikus platóni filozófiát hagyott a világra, amely bizonyos tekintetben megközelítette Plótinosz kifinomultságát.
Az úgynevezett Pszeudo-Dionüsziosz munkájában a platóni filozófia és a keresztény teológia nagy szintézisét találjuk, amely óriási hatást gyakorolt a középkori miszticizmusra és a reneszánsz humanizmusra.
529-ben Iusztinianosz császár a keresztényellenes filozófiára hivatkozva bezáratta az athéni Akadémiát. Az újplatonista filozófusok ezután Perzsiába emigráltak.
Az újplatonizmus eszméinek utóvirágzása a 15. századi Itáliában kezdődött, kiváló filozófusa Marsilio Ficino volt. A reneszánsz műveltséggel terjedt el egész Európában a 16. században.